# Dahana
Dahana este un gen de insecte lepidoptere din familia Arctiidae.

Cladograma conform Catalogue of Life:
| Dahana | \| \| Dahana atripennis \| \| \| \| \| \| Dahana cubana \| \| \| \| |
|        | \| \| Dahana atripennis \| \| \| \| \| \| Dahana cubana \| \| \| \| |
|        | Dahana atripennis                                                   |
|        |                                                                     |
|        | Dahana cubana                                                       |
|        |                                                                     |